# 所得分配契約
所得分配契約（しょとくぶんぱいけいやく、英:Income Share Agreement、ISAまたはISAs）は、教育機関と学生の新しい契約モデル。受講料の支払いが発生せず、卒業後に一定期間、給与からあらかじめ定めた割合で支払う。 
ISAは、 アメリカの高等教育における従来の学生ローンシステムの代替として注目を集めており、多くの民間企業が現在、大学の授業料の資金源としてなど、さまざまな目的でISAを提供。  ISAは、従来の民間の学生ローンよりも、借り手にとって経済的にリスクが少ないと考えられている。米国ではLambda SchoolやHolberton School、Kenzie Academyなどが有名である。日本では2020年から、LABOTが運営するCODEGYMや、ライズバイが運営するRISEbyStudyなどが、ISAを採用した教育プログラムを提供開始している。
英国では、この種の契約は、独自の規制の枠組みの下でFCA（英国の金融規制当局）の最終承認を受けているがこれまでのところStepExは規制されたISAプロバイダーとして活動する唯一の企業であり、英国の大手金融機関からの資金でクレジットを引き受けている。ISAは現在英国でトップ大学の専門分野の大学院課程でのみ利用でき、卒業後の学生の資金調達のための借金のより広く入手可能で手頃な代案を提示している。

## 特徴
所得分配契約は、特定の期間における将来の収入の割合で特徴付けられ、それらは個々の学生が会社のように扱われる会社の非投票株式のように機能することができるが、アメリカのシステムでは通常投資家が将来の収入の一定の割合と引き換えに個人に資金を移動することが含まれ 、所得分配契約のその他の特徴には、a）所得分配の固定期間b）借り手が特定の収入を下回っていない場合の所得免除、もしくはc）借り手が支払うことができるバイアウトオプション、があるが、期間満了前に契約を終了するための特定の料金であるとISA投資家の中には予想される成功の可能性に基づいて異なる学生に異なる用語を提供するものもあれば、すべての学生に同じ用語を提供するものもある。潜在的な投資家グループには営利企業、利他的な非営利団体、同窓会グループ、教育機関、地方、州または連邦政府がある。

## 歴史
ミルトン・フリードマンは最初、1955年に彼のエッセイ「教育における政府の役割」でこの概念を提案している
[Investors] could "buy" a share in an individual’s earning prospects: to advance him the funds needed to finance his training on condition that he agree to pay the lender a specified fraction of his future earnings. In this way, a lender would get back more than his initial investment from relatively successful individuals, which would compensate for the failure to recoup his original investment from the unsuccessful.
1970年代に イェール大学は学部生の複数のコホートでフリードマンの提案の修正版を試みている。イェールでは、コホートの全メンバーが一定の年数の個別契約を行う代わりに、コホートの残高全体が返済されるまで収益の一部を返済することに同意しているが、このシステムはローンを返済したくない、または返済できない同業者に代わって支払いを強いられることにより、生徒が自分たちの公平な分配を超えて支払うことにイラつかせていた。   
2013年、オレゴンの議員は、大学の資金調達スキームとしてPay It Forwardを調査する法案を可決。このモデルにより、学生は授業料なしで大学に通うことができ、卒業後の収入の一部を学費に充てることができることとなる。ただし、インカムシェア契約モデルとは異なり、Pay It Forwardは公的資金で賄われ、すべての機関で一定の割合の返済を提供。  
オレゴン計画に関する公開討論は、 ニューアメリカ財団 所得分配協定に関する著名な首脳会談やアメリカ企業協会からの政策文書を含む、株式ベースの資金調達モデルに対する新たな関心をもたらし、2014年4月9日に、上院議員のマルコ・ルビオは 米国議会で、所得分配契約の「使用を広げる」法案の導入を発表した   [ 更新が必要 ]   

## 長所
ISAの支持者は、大学の資金調達の既存のモデルに比べて大きなメリットをもたらすと主張しており、また投資家は、学生が質の高い低コストの教育プログラムに参加するときに、学生が自分の収入のより低いシェアを支払うことを許可するインセンティブを持っているため、ISAは大学間の財源のより効率的な配分につながり、またこれにより学生はより高い就職率と修了率で大学や教育機関に行くことができるのである。現在の重要な問題は卒業後のキャリアの結果が悪かったとするとしても学生がはっきり「地位」すなわち、より安価な学校に行くことを好む傾向が予想されることから、 ISAは、より多くの価値とより良いキャリアの成果を提供する学校への進学に報いる方法を可能にしている。 
保険とマイナス面の保護
ISAは学生のリスクを軽減 したがって低所得の卒業生の保険として機能している。通常の学生ローンの場合、名目上の月々の支払いは固定されているが、収入が完全に変わるかなくなる可能性もある（確実に毎月悪いニュースを繰り返す）。 所得分配契約ではその逆も真実で、名目上の月額支払いが全期間にわたっていくらになるか、または全体的にいくら支払うかはわからくても、いつでも支払うことができることは理解される。 
こうした学生ローンが短期的なキャリアの成果と長期的な富の両方に影響を与える可能性があることを現在の研究に基づいて知っているため、重要なメリットである。  たとえば、最近の記事では、学生ローンにより、個人が株式市場に参加して長期的な富を築くことが難しくなっていることが示されている。     
 「私のお金は学生ローンのサービスに費やされています」とワシントンDCの25歳のウェイターであるマーカス・ウォレスはいう。  
求職費用の削減
調査によると、収入に基づく返済は、就職活動プロセスのコストを下げることで、学生のキャリア成果をより効率的にすることが示され   次の返済をすぐに行う方法が気に入らない場合は、自分のスキルに合った仕事を探して、キャリアアップに役立てることができるとする。 
キャリア開発の強化
所得分配契約は、投資家のインセンティブを学生のインセンティブに合わせていく。つまり、両方とも学生が雇用市場でうまくやることを望んでいる。これにより、ISAファイナンスと、キャリアメンタリングやネットワーキングサポートなどのキャリア強化ツールを組み合わせることができるのである。 
教育資金を最も必要とする学生（低所得、少数、第1世代の学生を含む）は、通常、家族ベースのネットワークや、就職市場で成功するための重要なキャリア指導者などの社会資本も限られているため、キャリア開発で強化されたISAは、このような制限を克服する優れた方法を提供しているといえる  。  

## 国ごとの関連法
米国では、2019年7月19日にISA法案が上院に提出されている。

## 各国の事例
米国
- Lambda School
- Holberton School
- Kenzie Academy
- Microverse

日本
- LABOT
- RISEbyStudy

ベトナム
- CoderSchool

## 共通の懸念

### 年季奉公
所得分配契約に関して最も頻繁に引用されている懸念材料の1つは、それらが年季を定めた奴隷制度の形であるということで解釈され、批評家は学生は収入の一部を借りているため、投資家は学生の一部を所有しているのではと主張。たとえば、ケビン・ルーズはニューヨークの雑誌で、ISA企業が「クラッシュ後の経済の若者に投資家クラスの顧客に身をゆだねる機会を与える」と書いている。 
しかし、ISAの擁護者は学生には特定の業界で働く法的義務は設けていなく、投資家が特定のキャリアに圧力をかけることはそもそも違法であるため、学生は学生ローンを持っている人ほど「年季」ではないと主張。 実際、伝統的な学生ローンを持つ人は、ISAを持つ人よりも選択肢が少なくなる。これは、ローンを持つ学生は、月額の支払いをカバーするのに少なくとも十分な収入があるキャリアにいる必要があるためで、決して金を稼がせるよう仕向けたり、投資家に一銭も借りることはないとしている  。   

### キャプチャされていない正の外部性
所得分配契約は、経済的成功の可能性に基づいて価格設定されるため、批評家は、経済的に実行可能ではないがまだ社会にとって価値のあるプログラムはISAを取得できない可能性があると主張。 たとえば、ソーシャルワークの修士号は高価な学位であるが、ソーシャルワーカーは多くの場合あまり収入支払がなされていない。したがって投資家は、現在の授業料率を考慮してソーシャルワーカーに所得分配契約を提供することはできない。 しかし、リベラルアーツといった特定の専攻を持つ人についても同じ議論をすることが可能。このリスクは、助成されたローンや連邦政府からの助成金など、他の資金調達オプションが利用可能である限りは軽減がなされる。  

### 差別
今のところ、    ISA協定に基づく人種または性別に基づく差別の文書化された事例はないが、ISAがより一般的なモデルになると、差別の可能性が高まる可能性があるという懸念がある。  ほとんどの金融市場にはISA投資家に適用される可能性が高い差別禁止法が既に存在しても、現在の問題は完全には解決されてはないとするが、一部の支持者は、ISAはローンと比較して差別的でないと主張。 
Even when everyone receives the same interest rate, loans discriminate intensely on the dimension that really matters: affordability. Under a loan program with the same terms for all borrowers, a group who earns less than another despite having identical qualifications ends up with proportionally lower income after paying off that loan than the other group. To the extent that any systematic difference in income between two groups is unfair, loans in effect amplify the unfairness. If ISAs pool groups with similar qualifications but different income potential, then ISAs will partially address the unfairness that loans amplify.

### クリーミング
ISAが最高の学生を「クリーミング」する効果を持ち、エリート機関のみに資金を提供するのではないかと心配する者もいる。 ただし、ISAは理論的には経済的に実行可能なプログラムすべてに資金を提供する必要がある（つまり、卒業生の将来の収入は学位の費用と比例して調整されるとする）。 

## 関連リンク
- 卒業まで無料で通えるプログラミング学校が恵比寿に開校へ、転職後に給与の一部を支払うISAモデルを採用 | TechCrunch Japan
- 日本におけるISAの解説｜QUELCODE
- いま教育現場で起きている100年に一度の大変革ーーお飾りの“卒業”を打ち壊すスタートアップ（前編） – BRIDGE（ブリッジ）